# 駅南大路 (姫路市)

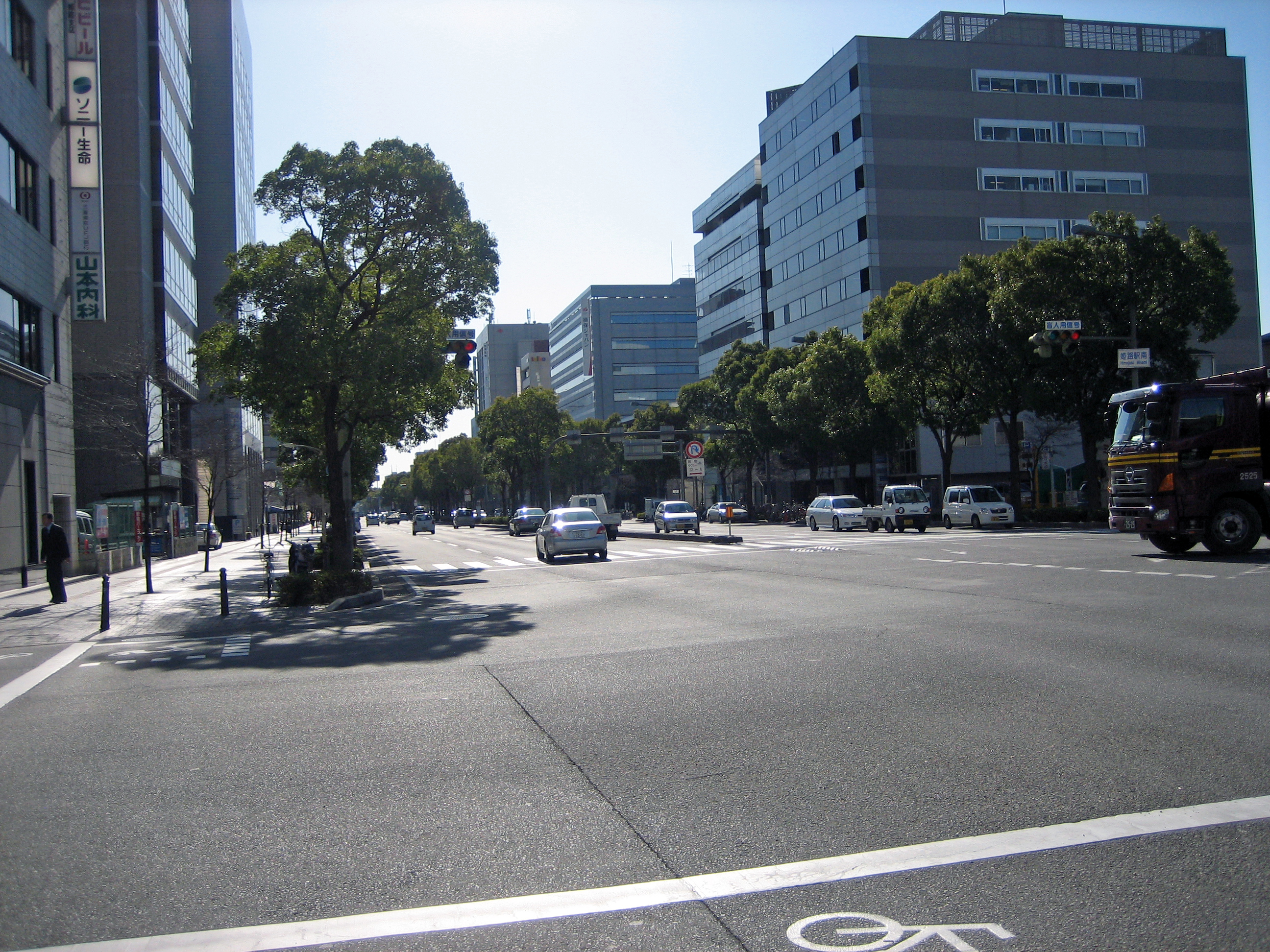
姫路駅付近の駅南大路

駅南大路（えきなんおおじ）は、兵庫県姫路市にある街路。正式名称は姫路市道幹第6号線（飾磨幹線）（ひめじしどうかんだい6ごうせん（しかまかんせん））だが、一般にはほとんど用いられていない。
姫路駅南口から市役所前を経て飾磨区まで、わずかなカーブを除きほぼ南北に走る。上下線とも車線数の多い、広々とした街路。またクスノキ並木でも知られる。
姫路駅北側の大手前通りとは直接つながっておらず、駅の東西を挟む内々環状東線・内々環状西線、南北を山陽本線と平行する姫路市道十二所前線・内々環状南線（一部兵庫県道219号姫路停車場線）を経由する。

## 沿道の施設
- 姫路市役所
- 姫路市役所前郵便局

## 接続する道路
- 兵庫県道219号姫路停車場線
- 姫路バイパス（姫路南ランプ）

## 駅南大路を通るバス
いずれも神姫バス
- 15系統 姫路駅（南口）～土山～市役所前～姫路駅北口
- 16系統 姫路駅（南口）～姫路市役所前～庄田～姫路駅北口
- 91系統 姫路駅（南口）～姫路市役所前～山電飾磨駅～姫路火力～姫路検査場
- 92系統 姫路駅（南口）～北原～白浜海岸～宇佐崎南
- 93系統 姫路駅（南口）～北原～東山～的形循環
- 95系統 姫路駅（南口）～西土井～大津～下太田車庫～下太田住宅
- 96系統 姫路駅（南口）～はりま勝原駅～大津～JR網干駅
- 98系統 姫路駅（南口）～姫路市役所前～庄田～姫路駅南口
- 99系統 姫路駅（南口）～姫路市役所前～姫路市役所南